# Trumpet Records
Trumpet Records war ein unabhängiges Musiklabel, das 1951 von Lillian und Willard McMurry in Jackson, Mississippi gegründet wurde und bis 1956 bestand.

## Geschichte
In das Musikgeschäft kamen die Gründer eher zufällig, da sie im Hinterzimmer des Gebäudes in der Farish Street, das sie 1949 erwarben, eine Menge an alten Blues und Rhythm and Blues 78rpm-Platten fanden. Sie eröffneten einen Plattenladen und erkannten, dass es in Jackson einen Markt für diese Musik gab. Die Farish Street lag an der Grenze zwischen den weißen und schwarzen Bezirken der Stadt und war damit ein guter Standort für ein Plattengeschäft.
Das Label wurde gegründet, um lokalen Gruppen und Musikern Aufnahmemöglichkeiten zu geben, die bei den Majors keinerlei Chancen hatten. Am 3. April 1950 wurde die erste Aufnahmesession mit den St. Andrews Gospelaires durchgeführt. Obwohl das Label nur bis 1956 bestand, hatte es großen Einfluss auf die Bluesmusik, so nahm z. B. Elmore James „Dust My Broom“ für Trumpet auf. Diese Single wurde und blieb  auch der größte Erfolg der jungen Plattenfirma, sie blieb die einzige Aufnahme, die die Billboard Rhythm & Bluescharts erreichte. Die größte Bedeutung der Firma lag aber in der Tatsache, dass sie Künstlern eine Aufnahmemöglichkeit gab, zu einer Zeit, als man im Süden der USA nicht aufnehmen konnte. Der Firmensitz war 309 Farish Street, das Gebäude musste mit einem Möbelgeschäft geteilt werden.
Williamsons Song „309“ bezieht sich auf diese Adresse, auch die Nummer „Pontiac Blues“ hat Bezug zu seiner Firma, da er darin Lillian McMurrys Pontiac besingt. Heute erinnert eine Tafel des Mississippi Blues Trails an die Bedeutung der Firma für die Entwicklung des Blues.
1956 wurde die Plattenfirma geschlossen. Die Verträge der Künstler wurden von den Kreditgebern an andere Plattenfirmen verkauft, so ging Sonny Boy Williamson II., der für Trumpet 11 Aufnahmen machte, zu Chess Records nach Chicago, wo er seine Karriere fortsetzen konnte. Aber auch die anderen Künstler machten eine große Karriere.
Lillian McMurry, die die Plattenfirma leitete, wurde 1998 in die Blues Foundation’s Blues Hall of Fame aufgenommen. Sie war für ihre Fairness bekannt und noch Jahrzehnte nach den letzten Aufnahmen von Trumpet Records kümmerte sie sich um die Rechte, klagte, falls nötig und zahlte den Künstlern oder ihren Erben die ihnen zustehenden Tantiemen. Bemerkenswert ist auch die Tatsache, dass ein weißes Ehepaar eine Firma für schwarze Musik gründete, in einer Zeit, die durch intensive Segregation gekennzeichnet war und das in einem Bundesstaat, der  noch lange danach an der Segregation festhielt. Sie starb im März 1999, ihr Mann, der für die wirtschaftliche Seite des Unternehmens zuständig war, verstarb bereits 1996.

## Künstler auf Trumpet Records
Einer der Sessionmusiker war Elmore James, der  als Radiomechaniker im Geschäft von Henry McMurry arbeitete. Auf Trumpet erschienen auch die ersten Aufnahmen von Sonny Boy Williamson II., der seinen Freund Willie Love, einen Pianisten zu Trumpet mitbrachte. Arthur „Big Boy“ Crudup nahm unter dem Namen Elmer James für die Firma auf. Neben diesen Künstlern gehörten noch Wynonie Harris, Little Milton und Ike Turner zu den Künstlern die für Trumpet Records aufnahmen.